# Ardara (pel·lícula)
Ardara és una pel·lícula dramàtica de 2019 dirigida per Raimon Fransoy i Xavier Puig, produïda per Elsabeth Produccions i Cicely Films, i protagonitzada per Macià Florit, Bruna Cusí i María García Vera. Estrenada el 22 de novembre de 2019, l'obra té per idioma original el català, el castellà i l'anglès, no obstant això, no compta amb un doblatge integral en català, però sí de subtitulació.

## Producció
La producció de la pel·lícula va requerir una campanya de finançament de micromecenatge a través de la plataforma Verkami, que va recaptar 12.970 euros, una xifra lleugerament superior als 12.000 euros que s'havia proposat.

## Argument
En Macià, un jove orfe de vint-i-tres anys natural de Ciutadella de Menorca, pren la decisió de reproduir el viatge que havien fet els seus pares vint anys abans a Irlanda. Així mateix, la Bruna i la Maria, dues joves actrius de Barcelona, fartes de la vida tediosa de ciutat, també emprenen un viatge sense data de retorn a l'illa maragda. Tots dos camins es creuen al poble d'Ardara, al comtat de Donegal, cap al final del mes de juliol, on compartiran els darrers dies de les seves vides. La pel·lícula anirà reconstruint els viatges dels tres joves i per què van desaparèixer.

## Repartiment
Els principals intèrprets de l'obra són:
- Macià Florit i Campins com a Macià
- Bruna Cusí i Echaniz com a Bruna
- María García Vera com a Maria
- Elisabet Casanovas i Torruella
- Don Bryne